# Emirado de Gombe

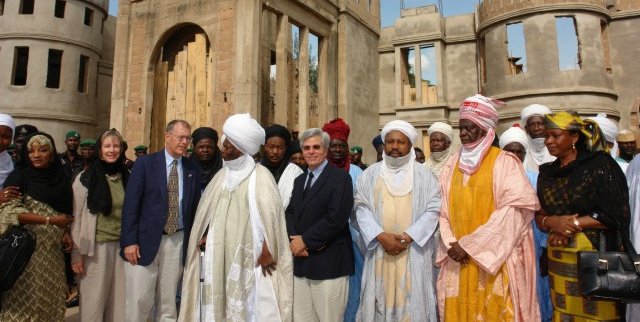
O Emir de Gombe, Alhaji Shehu Usman Abubakar (centro esquerda) recebe U.S. Embassy Charge’ d’Affaire Robert E. Gribbin (centro-direita), fora do palácio do emir, em Gombe (20 de setembro de 2007)

O Emirado de Gombe é um estado tradicional na Nigéria que corresponde aproximadamente na área para o moderno Gombe (estado). Ele inclui as cinco tribos de Cham, Dadiya, Kaltungo, Tangale e Waja.
Em 20 de Janeiro de 2009, o Emir de Gombe, Alhaji Shehu Usman Abubakar, comemorou seu 25 º ano no trono.
Ele tem sido Emir desde agosto de 1984.

## História antiga
O emirado de Gombe foi fundado em 1804, durante as jiades fulas por Buba Iero, um seguidor de Usmã dã Fodio.
Buba Yero fez Gombe Aba sua sede para uma campanha contra assentamentos dos jucuns de Pindiga e Kalam,
seguido por ataques extensos em que ele foi até Adamawa no outro lado do rio Benue.
Terras ainda foram subjugadas por seu filho, Muhammadu Kwairanga, Emir de Gombe de 1844 à 1882.
O emirado Gombe em um momento estendido de Gombe Aba para Jalingo, mas em 1833, o Emirado de Muri foi criado a partir de parte do seu território para formar um estado para o irmão do Emir.
Durante o reinado do Emir Zailani (1882–1888) um fanático religioso, Mallam Jibril Gaini, estabeleceu-se em Burmi na fronteira entre Gombe e Fika. Gaini conseguiu aguentar durante anos contra as forças combinadas de Gombe e emirados vizinhos, e foi finalmente derrotado e exilado pelos britânicos  Royal Niger Company em 1902.
Os britânicos conquistaram Gombe, na batalha de Tongo, em 1902.
Eles mudaram a capital de Gombe para Nafada em 1913, e mudou a capital novamente em 1919 para a cidade de Gombe atual.
Waja foi separada de Gombe em 1930 para se tornar um distrito independente.
No entanto, o chefes  Waja escolheram Sarkin Yaki de Gombe, irmão do ex-Emir Umaru dan Muhammadu, como seu chefe.

## Era pós-colonial
Os britânicos tinham criado o sistema Autoridade Gombe Nativa, que continuou a funcionar após a independência em 1960.
Em 1976, o regime militar de Olusegun Obasanjo terminou a Autoridade Nativa nas áreas de governo local Gombe, Akko e Dukku.
Em 2002, o governador do estado de Gombe Abubakar Habu Hashidu separou p emirado de Gombe em partes, governada por 2ª Classe de Emires e dois Chefes de Distrito Senior. O governador do ano seguinte Mohammed Danjuma Goje criou dois novos Chefes de Distrito Senior.
Isto reduziu a autoridade do Emir em um momento de conflito crescente entre agricultores e pastores nômades Udawa, agravado pela violência de grupos religiosos extremistas.

## Governantes
Governantes do Emirado de Gombe:
| Início       | Fim  | Governante                                                   |
| ------------ | ---- | ------------------------------------------------------------ |
| 1804         | 1841 | Abubakar "Buba Yero" dan Usman Subande (b. c.1762 – d. 1841) |
| 1841         | 1844 | Sulaymanu dan Abubakar (d. 1844)                             |
| 1844         | 1882 | Muhammadu Kwairanga dan Abi Bakar (d. 1882)                  |
| 1882         | 1888 | Abd al-Qadiri Zaylani dan Muhammadu (d. 1888)                |
| 1888         | 1895 | Hasan dan Muhammadu (d. 1895)                                |
| 1895         | 1898 | Tukur dan Muhammadu (d. 1898)                                |
| 1898         | 1898 | Jalo dan Muhammadu                                           |
| 1898         | 1922 | Umaru dan Muhammadu (d. 1922)                                |
| 1922         | 1935 | Haruna dan Umaru (d. 1935)                                   |
| Janeiro 1936 |      | Abu Bakar dan Umaru (b. 1902)                                |
| Augosto 1984 |      | Shehu Usman Abubakar                                         |